# Nikola Vlašić
Nikola Vlašić (født 4. oktober 1997) er en kroatisk professionel fodboldspiller, som spiller for Serie A-klubben Torino FC og Kroatiens landshold.
Han er søn af den tidligere boksemester Joško Vlašić. Hans søster er to gange verdensmester i højdespring for kvinder, Blanka Vlašić.

## Landsholdet
Han blev udtaget til Kroatiens EM-trup til EM i fodbold 2021.
Han blev udnævnt i Kroatiens trup til VM i fodbold 2022 i Qatar.